# Estas Tonne

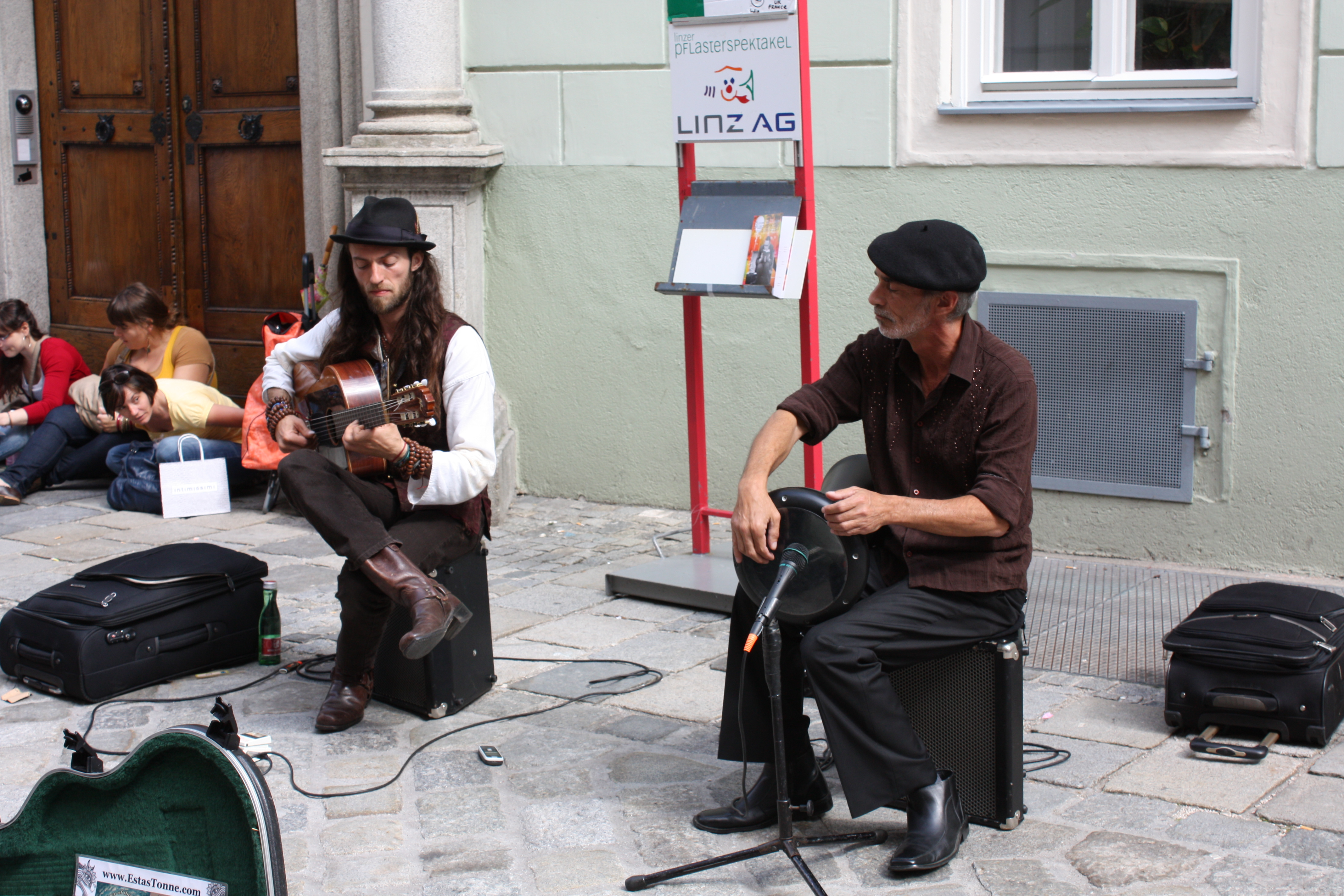

Estas Tonne tên thật là Stanislav Tonne (Станислав Тонне) sinh ngày 24/4/1975 là một nghệ sĩ guitar người Ucraina gốc Do Thái , được cho là người hát rong hiện đại.
Anh hiện là một trong những nhạc công guitar bậc thầy, với khả năng kết hơp âm nhạc cổ điển và hiện đại trong cách biểu diễn của mình. Phong cách trình diễn của Éstas hiện được xem là một hiện tượng độc đáo của làng guitar thế giới. Tiếng đàn của Éstas mang tính chất thiền trong âm thanh. Theo Estas, tiếng đàn của anh không chỉ đơn thuần là âm nhạc và còn là cảm xúc của âm thanh trong lúc biểu diễn. Chính vì vậy, có thể nói, mỗi buổi trình diễn guitar của Éstas luôn là duy nhất và không bao giờ lặp lại.

## Albums
- 2002 - Black and White World
- 2004 - Dragon of Delight
- 2008 - 13 Songs of Truth
- 2009 - Bohemian Skies
- 2011 - Place of the Gods
- 2012 - Live in Odeon (2011)
- 2012 - The Inside Movie
- 2013 - Internal Flight (Guitar Version)
- 2013 - Internal Flight (Live at Garavasara)
- 2014: The Song of the Butterfly (Estas Tonne,Istvan Sky Kék Ég, Pablo Arellano)(Single)
- 2016: Rebirth of a Thought: Between Fire & Water (single)
- 2016: Cosmic Fairytale: Dimensions (single)
- 2016: Elemental (Who Am I?!) (Estas Tonne, La Familia Cosmic) (single)
- 2016: Cuban Rhapsody  (Estas Tonne, Dimitri Artemenko) (single)
- 2016: Divine Smile  (Estas Tonne, Dimitri Artemenko) (single)
- 2016: When Words are Wind (Estas Tonne,Joseph Pepe Danza, Netanel Goldberg,Mitsch Kohn) (single)
- 2016: Mother of Souls (Estas Tonne & One Heart Family) (108 min)